# Lúcio Alcântara
Lúcio Gonçalo de Alcântara GCRB • GOMM (Fortaleza, 16 de maio de 1943) é um médico, político e escritor brasileiro filiado ao União Brasil (UNIÃO). Foi governador do estado do Ceará de 2003 a 2007.

## Biografia
Em 1966, formou-se em Medicina pela Universidade Federal do Ceará. Casado com a escritora Beatriz Alcântara, tem dois filhos: a arquiteta Maria Daniela e o ex-deputado federal Leonardo Alcântara.
Lúcio já exerceu mandatos como prefeito de Fortaleza, deputado federal, vice-governador, senador e governador do Ceará.

## Carreira política
Ex-governador e filho de Waldemar Alcântara e de Maria Dolores Alcântara, exerceu seu primeiro cargo político aos 27 anos, como Secretário de Saúde do Estado do Ceará (1971-1973), função que voltaria a exercer por mais duas vezes, em 1975 e 1991.
Assumiu a Secretaria para Assuntos Municipais em 1978 e, aos 36 anos, foi prefeito de Fortaleza (1979-1982), exercendo um mandato marcado pela defesa do meio ambiente, criando o Parque Adahil Barreto e garantindo proteção às lagoas urbanas de Fortaleza. Deputado federal por dois mandatos (1983-1987 e 1987-1991), participou da Assembleia Nacional Constituinte em 1988. Foi vice-governador do Ceará de 1991 a 1994, tendo sido eleito na chapa que elegeu Ciro Gomes governador. 
Nas eleições de 1994, na coligação que apresentava a candidatura de Tasso governador, elegeu-se senador pelo PSDB, com mais de um milhão de votos. No Senado Federal, ocupou a presidência da Comissão de Assuntos Econômicos e do do Conselho Editorial. Foi também membro da Comissão de Educação e da Comissão de Assuntos Sociais.
Nas eleições de 2002, foi eleito governador do Ceará em disputa acirrada com José Airton do PT. Admitido à Ordem do Mérito Militar em 1998 no grau de Comendador especial pelo presidente Fernando Henrique Cardoso, Alcântara foi promovido em 2003 ao grau de Grande-Oficial por Luiz Inácio Lula da Silva. Em 2005, foi novamente condecorado por Lula, dessa vez com o último grau da Ordem de Rio Branco, a Grã-Cruz suplementar.
Tentou a reeleição em 2006, mas foi derrotado por Cid Gomes ainda no primeiro turno, apesar de ter governo com boa aprovação. Decepcionado com a falta de apoio do seu partido, inclusive do senador Tasso, Lúcio deixou o PSDB em 2007 e se filiou ao PR. Em 2010, concorreu como candidato a governador pelo Partido da República e ficou em terceiro lugar, perdendo para o governador reeleito em primeiro turno, Cid Gomes (PSB), e para o ex-deputado estadual Marcos Cals do PSDB. 
Em 2014, mesmo não sendo candidato, apoiou o senador Eunício Oliveira para governador, Tasso Jereissati para senador e Aécio Neves para presidente da República em uma aliança entre PMDB, PSDB, DEM, PR, PPS, PSC e outros partidos menores.
Lúcio já integrou partidos como ARENA, PDS, PFL, PDT e PSDB antes de se filiar ao PR. No dia 05 de abril de 2018, oficializou seu retorno ao Partido da Social Democracia Brasileira (PSDB) com o apoio do Senador Tasso Jereissati.
Dedicado ao desenvolvimento social como Rotariano associado Honorário ao Rotary Club de Fortaleza – Alagadiço desde 1980.

## Obras literárias e homenagens
Além de suas ações como político, o ex-governador do Ceará tem uma vasta produção intelectual, já tendo publicado 42 obras, o que valeu a vaga de titular da cadeira 26 da Academia Cearense de Letras. No seu currículo, que registra mais de 20 condecorações por parte de entidades nacionais e internacionais, destacam-se ainda a presidência da Cruz Vermelha no Ceará (1976) e do Instituto Teotônio Vilela (1996-2002).